# Cessna Citation Longitude
 (juin 2019).
Dimensions
Le Cessna Longitude est un avion d'affaires à réaction certifié en 2019. Il appartient à la gamme Cessna Citation et est actuellement le plus gros avion vendu par Cessna.

## Conception et développement
Le Cessna 700 Citation Longitude est un jet d'affaires de la catégorie « Super mid-size ». Basé sur le Citation Latitude, il partage la même section de fuselage, rallongé de quelques mètres. Il est pourvu de winglets afin d'améliorer ses performances en vol. Pourvu d'une cabine mesurant 7,7 m de long, 1,96 m de large et 1,8 m de haut, il peut transporter jusqu'à 12 passagers. Il est équipé de l'avionique Garmin G5000 notamment composée de 3 grands écrans LCD, d'automanettes ainsi que d'un système de diagnostic à bord LinxUs développé par Textron aviation. Des affichages tête haute sont également disponibles en option.
Le Citation Longitude a été dévoilé au salon EBACE de 2012. Initialement, le Longitude devait être motorisé par un réacteur Silvercrest mais à la suite de problèmes de développement, Cessna décida de choisir le réacteur Honeywell HTF7700L en 2015.
Son premier vol a eu lieu le 8 octobre 2016. Sa certification par la FAA a eu lieu le 23 septembre 2019, et le 13 Juillet 2021, Textron aviation annonça la certification européenne par l'EASA. Le 100e appareil est livré le 9 octobre 2023.
En 2018, le géant américain des jets privés NetJets plaça une commande pour 175 Citation Longitude, et reçoit le premier fin 2019.